# 李凱南
李凱南（1924年—1951年），別號旺，化名徐芳 ，高雄彌陀人，長榮中學畢業，日治末期為台南安定區安定國小教師，第二次世界大戰結束後回家鄉彌陀，成為彌陀國民學校教員。1947二二八事件後回台南。 他於1947年5月經由李武昌的介紹，參加中共「臺灣省工作委員會」臺南地區工作委員會組織。:270。
1947年二二八事件後，李凱南曾與李媽兜等人在台南山區發展組織，同行者還有出身彌陀的陳文山、李武昌，以及盧老得、郭老富等，這些人多是被當局注意而無路可走的人。但由於在地村長會因為政府要求報戶口而暴露行蹤的問題，他們數度遷移處所。到了1948年的6月左右，參加完「香港會議」後回台的李媽兜決定解散組織，回到平地市區發展。
後來李凱南在後堀建立武裝基地，擔任「後堀基地支部書記」， 以墾荒為掩護，在山地秘密建立武裝地區，收集槍械以配合共軍攻台 。
1950年春，國防部保密局偵破台灣省工作委員會台南地區的組織，保密局利用自首者探查李凱南等人的下落，李凱南於同年10月5日在雲林嘉義交界的小梅山被捕。被關在軍法處時，李凱南曾主導策劃逃獄，於1951年2月16日發動名為「吃麵包計劃」的逃獄行動，可惜功敗垂成。:130-139

他死前被關在軍法處，曾作了一首歌並譜曲：:270
磨不斷地腳鏈，掙不開的手鎖，生命隨著時間逝去，自由陷入罪的漩渦。悽悽人間地獄，與世永訣。
李凱南在1951年5月21日清晨，於馬場町執行槍決。
彌陀人李凱南是家中最小的兒子，上面也是有兩位兄長，李潤宇與李碩楷，另外一位涉及白色恐怖案的李東鍊（1919.11.10-1952.11.29）是他們的堂兄弟，都是彌陀鹽埕人。三位兄弟都很會讀書，都透過日本在台灣的教育制度成為醫生或教師，在戰後國民黨政府時期，他們都加入反抗國民黨政權的行列。

## 资料来源
1. ↑  臺灣省文獻委員會編印，《臺灣地區戒嚴時期五0年代政治案件史料彙編（三）－個案資料》，1998年6月。
2. ↑  姜天陸《南瀛白色恐怖》（臺南縣：台南縣政府，2002），頁184。
3. 1 2 3  陳英泰，《回憶－見證白色恐怖（上冊）》（台北市：唐山，2005）
4. ↑  歐素瑛，〈從二二八到白色恐怖--以李媽兜案為例〉《臺灣史研究》15卷2期（2008），頁147-148。
5. ↑  . 戰後政治案件及受難者電子資料庫.[]
6. ↑  李敖審定，《安全局機密文件--歷年辦理匪案彙編下冊》（台北市：李敖出版社，1991），頁132-135。